# Primera División 1924 (FUF)
Het seizoen 1924 van de Primera División was het tweede seizoen van deze Uruguayaanse voetbalcompetitie, georganiseerd door de dissidente Federación Uruguaya de Football. Analoog aan deze competitie werd door de Asociación Uruguaya de Football de officiële Primera División georganiseerd. Enkel de competitie van de AUF wordt officieel erkend.

## Teams
Er namen zeventien ploegen deel aan het tweede seizoen van deze Primera División, allemaal ploegen die vorig seizoen ook in de competitie speelden. Deze ploegen waren vorig seizoen allen in de top-achttien geëindigd. Enkel CS Oriental Pocitos, de nummer zestien, nam geen deel aan de Primera División in 1924.
Drie clubs speelden in zowel de Primera División van de AUF als die van de FUF mee. Dit waren Charley FC, CA Lito en Montevideo Wanderers FC. Om deze twee selecties van elkaar te onderscheiden, gebruikte Lito de naam CA Lito Cuadrado en speelde Montevideo Wanderers als Atlético Wanderers FC. Charley speelde niet onder een andere naam.
| Club                  | Stad        | Stadion                | Vorig seizoen |
| --------------------- | ----------- | ---------------------- | ------------- |
| Atlético Wanderers FC | Montevideo  | Estadio Belvedere      | 1e            |
| Central FC            | Montevideo  | Parque Ricci           | 4e            |
| Charley FC            | Montevideo  | Onbekend               | 18e           |
| Colón FC              | Montevideo  | Onbekend               | 6e            |
| CA Defensor           | Montevideo  | Onbekend               | 11e           |
| Las Piedras           | Las Piedras | Onbekend               | 14e           |
| CA Lito Cuadrado      | Montevideo  | Onbekend               | 3e            |
| Misiones FC           | Montevideo  | Onbekend               | 9e            |
| Olimpia FC            | Montevideo  | Onbekend               | 8e            |
| CA Peñarol            | Montevideo  | Estadio de los Pocitos | 2e            |
| CA Peñarol del Plata  | Onbekend    | Onbekend               | 5e            |
| Roberto Chery         | Onbekend    | Onbekend               | 12e           |
| CA Roland Moor        | Onbekend    | Onbekend               | 13e           |
| CA Rosarino Central   | Montevideo  | Onbekend               | 7e            |
| Solferino SC          | Montevideo  | Onbekend               | 17e           |
| IA Sud América        | Montevideo  | Onbekend               | 10e           |
| Uruguayo              | Onbekend    | Onbekend               | 15e           |

## Competitie-opzet
Alle deelnemende clubs speelden tweemaal tegen elkaar (thuis en uit). De ploeg met de meeste punten werd kampioen.
Net als vorig seizoen ging de titelstrijd tussen Atlético Wanderers FC en CA Peñarol. Wanderers slaagde er echter niet in voor de tweede keer kampioen te worden; Peñarol was de ploeg met de meeste overwinningen en de minste nederlagen (slechts eentje) en eindigden met zes punten voorsprong als kampioen van de FUF. Deze titel wordt niet officieel erkend, anders was dit het achtste kampioenschap van Peñarol geweest.
CA Lito Cuadrado behaalde wederom de derde plaats met vier punten minder dan Wanderers. De top-vijf werd gecompleteerd door Olimpia FC en CA Defensor, die allebei hoger eindigden dan vorig seizoen (toen respectievelijk achtste en elfde). De nummers vier en vijf van vorig seizoen - Central FC en CA Peñarol del Plata - moesten zich nu tevreden stellen met de achtste en de tiende plaats.
Hekkensluiter werd CA Roland Moor, maar zij zouden volgend seizoen wel nog meedoen aan de Primera División. Daarentegen zouden Las Piedras (dertiende), Roberto Chery (vijftiende) en Charley FC (zestiende) niet meer terugkeren in deze competitie. Voor Charley betekende dit een dubbele degradatie: ook in de competitie van de AUF wisten ze zich niet te handhaven.

### Kwalificatie voor internationale toernooien
In tegenstelling tot vorig seizoen werd de Copa Campeonato del Río de la Plata ditmaal niet georganiseerd. Dit seizoen waren er geen internationale bekers waar Uruguayaanse clubs zich voor kwalificeerden.

### Eindstand
|     | Club                  | Sp. | W  | G  | V  | Pnt. | DV | DT | DS  |
| --- | --------------------- | --- | -- | -- | -- | ---- | -- | -- | --- |
| 1.  | CA Peñarol            | 32  | 25 | 6  | 1  | 56   | 80 | 14 | +66 |
| 2.  | Atlético Wanderers FC | 32  | 21 | 8  | 3  | 50   | 46 | 16 | +30 |
| 3.  | CA Lito Cuadrado      | 32  | 16 | 14 | 2  | 46   | 49 | 21 | +28 |
| 4.  | Olimpia FC            | 32  | 16 | 7  | 9  | 39   | 45 | 34 | +11 |
| 5.  | CA Defensor           | 32  | 12 | 11 | 9  | 35   | 50 | 42 | +8  |
| 6.  | CA Rosarino Central   | 32  | 12 | 11 | 9  | 35   | 37 | 34 | +3  |
| 7.  | IA Sud América        | 32  | 11 | 10 | 11 | 32   | 43 | 39 | +4  |
| 8.  | Central FC            | 32  | 12 | 6  | 14 | 30   | 39 | 40 | –1  |
| 9.  | Misiones FC           | 32  | 10 | 9  | 13 | 29   | 29 | 27 | +2  |
| 10. | CA Peñarol del Plata  | 32  | 9  | 10 | 13 | 28   | 34 | 45 | –11 |
| 11. | Solferino SC          | 32  | 9  | 9  | 14 | 27   | 34 | 48 | –14 |
| 12. | Uruguayo              | 32  | 7  | 13 | 12 | 27   | 27 | 33 | –6  |
| 13. | Las Piedras           | 32  | 9  | 7  | 16 | 25   | 28 | 41 | –13 |
| 14. | Colón FC              | 32  | 7  | 9  | 16 | 23   | 28 | 48 | –20 |
| 15. | Roberto Chery         | 32  | 6  | 9  | 17 | 21   | 25 | 47 | –22 |
| 16. | Charley FC            | 32  | 5  | 11 | 16 | 21   | 27 | 59 | –32 |
| 17. | CA Roland Moor        | 32  | 5  | 10 | 17 | 20   | 27 | 50 | –23 |

### Legenda
| Kleur | Kwalificatie voor        |
| ----- | ------------------------ |
|       | División Intermedia 1925 |

| Winnaar Primera División 1924 |
| ----------------------------- |
| CA Peñarol 1e titel           |

1900 · 1901 · 1902 · 1903 · 1904 · 1905 · 1906 · 1907 · 1908 · 1909 · 1910 · 1911 · 1912 · 1913 · 1914 · 1915 · 1916 · 1917 · 1918 · 1919 · 1920 · 1921 · 1922 · 1923 · 1924 · 1925 · 1926 · 1927 · 1928 · 1929 · 1930 · 1931 · 1932 · 1933 · 1934 · 1935 · 1936 · 1937 · 1938 · 1939 · 1940 · 1941 · 1942 · 1943 · 1944 · 1945 · 1946 · 1947 · 1948 · 1949 · 1950 · 1951 · 1952 · 1953 · 1954 · 1955 · 1956 · 1957 · 1958 · 1959 · 1960 · 1961 · 1962 · 1963 · 1964 · 1965 · 1966 · 1967 · 1968 · 1969 · 1970 · 1971 · 1972 · 1973 · 1974 · 1975 · 1976 · 1977 · 1978 · 1979 · 1980 · 1981 · 1982 · 1983 · 1984 · 1985 · 1986 · 1987 · 1988 · 1989 · 1990 · 1991 · 1992 · 1993 · 1994 · 1995 · 1996 · 1997 · 1998 · 1999 · 2000 · 2001 · 2002 · 2003 ·  2004 · 2005 · 2005/06 · 2006/07 · 2007/08 · 2008/09 · 2009/10 · 2010/11 ·  2011/12 · 2012/13 · 2013/14 · 2014/15 · 2015/16 · 2016 · 2017 · 2018 · 2019 · 2020 · 2021 · 2022 · 2023